# HD 126271
Désignations
HD 126271 est une étoile variable (suspectée) de la constellation du Bouvier.